# 中山街道 (石家庄市)
中山街道，是中华人民共和国河北省石家庄市桥西区下辖的一个乡镇级行政单位。

## 行政区划
中山街道下辖以下地区：
宁远街社区、永安街社区、南小街社区和民族路社区。